# Katolická církev v Palestině
Katolická církev v Palestině je soubor křesťanských společenství, která jsou v jednotě s římským biskupem. Celkem je v Palestině asi 80 000 katolíků, kteří jsou rozdělení do komunit různých ritů (církví sui iuris). Žijí většinou v aglomeraci mezi Ramalláhem a Betlémem.

## Organizační struktura
Organizační struktura je společná s organizační strukturou církve v Izraeli.

### Diecéze
- Římskokatolická církev má patriarchát:
  - Latinský patriarchát jeruzalémský
- Maronitská katolická církev má jedinou archieparchii:
  - Maronitská archieparchie Haify a Svaté země
- Melchitská řeckokatolická církev má dvě archieparchie:
  - Melchitská archieparchie jeruzalémská (titulární archieparchie patriarchy)
  - Melchitská archieparchie akkonská

### Patriarchální exarcháty
- Arménská katolická církev má patriarchální exarchát:
  - Patriarchální exarchát jeruzalémský a ammánský
- Syrská katolická církev má patriarchální exarchát:
  - Syrský katolický patriarchální exarchát v Jeruzalémě

### Řády a řeholní společenství
- Kustodie Svaté země Řádu menších bratří
- Řád Božího hrobu

Od roku 1992 v zemi existuje Shromáždění katolických ordinářů ve Svaté zemi, latinští biskupové jsou zapojeni do regionální Konference latinských biskupů arabských oblastí (CELRA). Oběma předsedá latinský patriarcha jeruzalémský.

## Apoštolská delegatura
Roku 1948 byla založena apoštolská delegatura v Palestině, Transjordánsku a na Kypru. Roku 1973 byla zřízena nunciatura na Kypru, svěřená palestinskému delegátovi. V roce 1994 byly zřízeny nunciatury v Jordánsku a v Izraeli, palestinský delegát je zároveň nunciem v Izraeli a na Kypru.